# Guatteria lucens
Guatteria lucens là loài thực vật có hoa thuộc họ Na. Loài này được Standl. mô tả khoa học đầu tiên năm 1935.